# Fulufjäll
Das Fulufjäll (schwedisch: Fulufjället, norwegisch: Fulufjellet) ist ein Fjällgebirge an der Grenze zwischen Norwegen (Innlandet) und Schweden. Ein Großteil des Gebirges liegt in der schwedischen Provinz Dalarnas län, im norwegischen Teil erreicht das Fulufjäll jedoch mit dem 1047 m hohen Slottet seine größte Höhe. Das Gebirge ist mit Teilen des ihn umgebenden Tieflandes als Nationalpark Fulufjället in Schweden und Nationalpark Fulufjellet in Norwegen unter Schutz gestellt. Im Fulufjäll befindet sich Old Tjikko, eine 9550 Jahre alte Fichte.

## Lage
Im Westen wird das Fulufjäll vom Tal des Flusses Görälven (norwegisch Ljøra) zum Drevfjäll hin begrenzt. Hier liegt auch die größte Siedlung des Gebiets, der norwegische Ort Ljørdal, wo sich auch ein kleines Skigebiet befindet. Nach Osten hin bildet der Fluss Fuluälven die Begrenzung des Fjälls. Hier bildet das Fulufjäll die östliche Begrenzung der Skanden zum schwedischen Tiefland hin.
Die Nord-Süd-Ausdehnung des Gebirges beträgt ca. 30 Kilometer, in Ost-West-Richtung sind es ungefähr 20 Kilometer. Der südwestliche Abschnitt liegt auf norwegischem, der Rest auf schwedischem Territorium.

## Gipfel
Im Wesentlichen ist das Fulufjäll durch ein auf 900 bis 1000 Meter Höhe gelegenes Plateau gekennzeichnet, aus dem einzelne Gipfelpunkte nur wenig ausgeprägt als flache Hügel hervorragen.
Die höchsten Erhebungen sind:
- Slottet (1047 moh.)
- Brattfjället (1042 m ö.h.)
- Storhön (1039 m ö.h.)

Besonders im Norden gibt es auch viele Seen. Die nahezu baumlose Hochebene ist generell von Tundravegetation geprägt. Eine Besonderheit stellen die dichten Matten aus Rentierflechte dar, die hier besonders hoch wachsen, da im Fulufjäll im Gegensatz zu den nördlicheren Fjälls wie etwa dem Idrefjället keine weidenden Rentiere vorkommen. An den steil abstürzenden Flanken des Fjälls erstrecken sich bis in eine Seehöhe von 700 bis 800 Meter dichte Wälder.

## Geologie

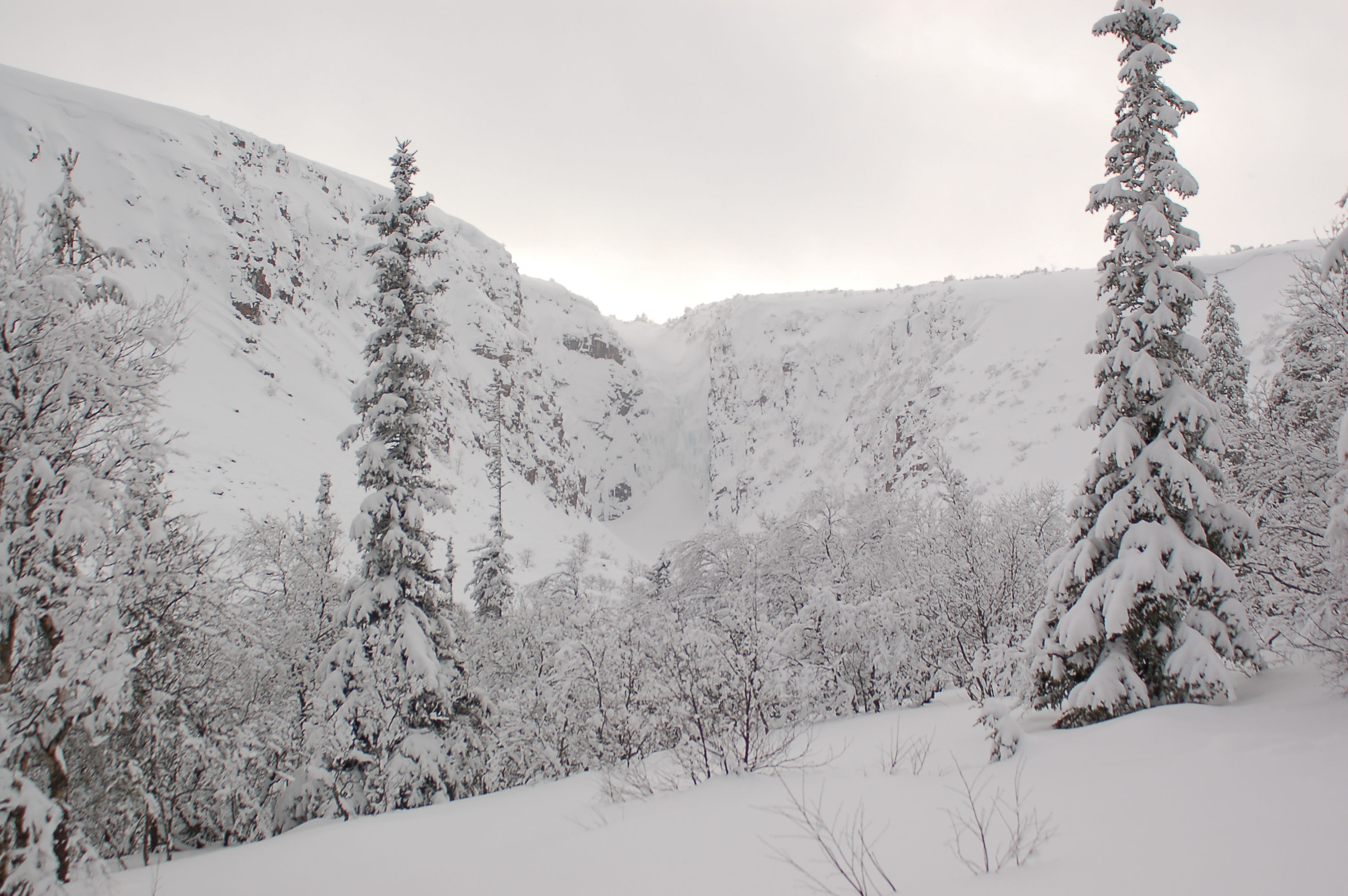
Winteransicht: Gefrorener Wasserfall Njupeskär

Das Fulufjäll wird von ca. 900 Millionen Jahre altem Sandstein mit Diabasanteilen aufgebaut. Bis vor 200 Millionen Jahren war diese Schicht hier noch 1300 bis 3500 Meter dicker. Der leicht verwitternde Sandstein wurde seit dieser Zeit stetig abgetragen, sodass das Fjäll insbesondere seine heutige Form erhielt. Durch rückschreitende Erosion entstanden so die Steilhänge, Blockhalden und Schluchten an den Abhängen des Fjällplateaus. Insbesondere werden diese Prozesse am Njupeskär, dem höchsten Wasserfall Schwedens im Nordosten des Fulufjälls deutlich.

## Erschließung
Besonders der schwedische Teil des Fulufjälls ist durch viele markierte Wanderwege erschlossen, die insgesamt eine Länge von 140 Kilometern erreichen. Darunter befindet sich auch ein Abschnitt des Kungsleden, des wichtigsten Fernwanderweges in Schweden. Mehrere dieser Wege sind von der Nationalparkverwaltung auch als Lehrpfad gestaltet. Im Winter stehen Langlaufloipen und Schneemobilrouten zur Verfügung. Es gibt mehrere Selbstversorgerhütten.

## Karte
- Fulufjället-Sälen. In: Lantmäteriet (Hrsg.): Fjällkartan 1:100 000. W2. Gävle 2007, ISBN 978-91-588-9465-5 (Wanderkarte).